# Henry Seebohm

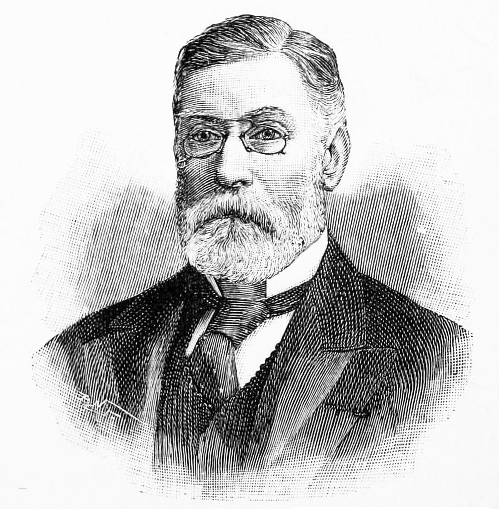
Henry Seebohm

Henry Seebohm (Bradford, 1832 - 26 november 1895) was een Brits staalfabrikant, ontdekkingsreiziger en amateur-ornitholoog (natuuronderzoeker).
De belangstelling voor vogels bracht hem ertoe veel te reizen door Griekenland, Scandinavië, Siberië, Turkije en Zuid-Afrika. Zijn expedities door de Jenisej toendra's van Siberië leidde tot twee publicaties die na zijn dood als één boek werden uitgegeven. Hij was de eerste die in Europa het Amerikaanse systeem van drievoudige (trinomiale) wetenschappelijke namen voor ondersoorten introduceerde.

## Boeken
- (en) Seebohm, H., 1901, herdruk in 1985. The Birds of Siberia: To the Petchora Valley. Alan Sutton Publishing. ISBN 0-86299-259-1.
- (en) Seebohm, H., 1901, herdruk in 1985. The Birds of Siberia: The Yenesei. Alan Sutton Publishing. ISBN 0-86299-260-5.